# Warsaw Shore (temporada 10)
La décima temporada de Warsaw Shore, un programa de televisión polaco con sede en Varsovia, Polonia, se filmó en julio de 2018, y comenzó el 21 de octubre de 2018. En un principio la temporada fue titulada como "Warsaw Shore X", haciendo semejanza al número diez (10). Fue filmada la costa de Łeba, es la segunda temporada que se filmada en ese lugar después de la cuarta temporada en 2015. Antes del estreno, se anunció que Klaudia Stec, regresaría al programa como miembro principal, Paweł Trybała también regresó, esta vez con el papel de Jefe. Se confirmaron tres nuevos miembros del reparto, Julia Kruzer, Patryk Spiker y Filip Krzymiński quien había aparecido en la segunda temporada de Ex na Plazy, sin embargo después de que Kruzer abandonara el programa por una emergencia familiar, un cuarto nuevo miembro del reparto, Klaudia Czajkowska, entró en su lugar. Esta fue la última temporada de Marcin Maruszak después de abandonar el programa.
A lo largo de toda la temporada antiguos miembros del reparto realizaron regresos únicos, uniéndose así al reparto recurrente, entre ellos, Alan Kwieciński, Aleksandra Smoleń, Bartlomej Barański, Ewelina Bańkowska, Jakub Henke, Kamila Widz, Piotr Kluk, Wiktoria Sypucińska y Wojciech Gola. Trybson quien es el jefe, informa que Alan se quedará solo si el resto del elenco lo desea, esto debido a un altercado entre él y Klaudia durante la noche anterior, finalmente es expulsado.
Otros antiguos miembros del elenco también aparecieron durante la temporada, incluidos Ewelina Bańkowska, Bartlomej Barinski y Piotr Kluk, además de Paweł Trybała quien hizo apariciones como el "Boss" de esta temporada. 

## Reparto
Principal:
- Anna "Ania Mała" Aleksandrzak
- Damian "Stifler" Zduńczyk
- Ewelina Kubiak
- Filip Krzymiński
- Julia Kruzer
- Klaudia "Czaja" Czajkowska
- Klaudia Stec
- Marcin "Brzydal" Maruszak
- Patryk Spiker
- Piotr "Pedro" Polak

Recurrente:
A continuación los miembros del reparto que no fueron acreditados como principales:
- Alan Kwieciński
- Aleksandra "Ola" Smoleń
- Jakub "Ptyś" Henke
- Kamila Widz
- Wiktoria Sypucińska
- Wojciech "Wojtek" Gola

### Duración del reparto
| Nombre    | Episodios | Episodios | Episodios | Episodios | Episodios | Episodios | Episodios | Episodios | Episodios | Episodios | Episodios | Episodios | Episodios | Episodios | Episodios | Episodios |
| Nombre    | 1         | 2         | 3         | 4         | 5         | 6         | 7         | 8         | 9         | 10        | 11        | 12        |           |           |           |           |
| Ania Mała |           |           |           |           |           |           |           |           |           |           |           |           |           |           |           |           |
| Brzydal   |           |           |           |           |           |           |           |           |           |           |           |           |           |           |           |           |
| Ewelina   |           |           |           |           |           |           |           |           |           |           |           |           |           |           |           |           |
| Filip     |           |           |           |           |           |           |           |           |           |           |           |           |           |           |           |           |
| Julia     |           |           |           |           |           |           |           |           |           |           |           |           |           |           |           |           |
| Klaudia   |           |           |           |           |           |           |           |           |           |           |           |           |           |           |           |           |
| Pedro     |           |           |           |           |           |           |           |           |           |           |           |           |           |           |           |           |
| Spiker    |           |           |           |           |           |           |           |           |           |           |           |           |           |           |           |           |
| Stifler   |           |           |           |           |           |           |           |           |           |           |           |           |           |           |           |           |
| Ptyś      |           |           |           |           |           |           |           |           |           |           |           |           |           |           |           |           |
| Wiktoria  |           |           |           |           |           |           |           |           |           |           |           |           |           |           |           |           |
| Alan      |           |           |           |           |           |           |           |           |           |           |           |           |           |           |           |           |
| Ola       |           |           |           |           |           |           |           |           |           |           |           |           |           |           |           |           |
| Wojtek    |           |           |           |           |           |           |           |           |           |           |           |           |           |           |           |           |
| Czaja     |           |           |           |           |           |           |           |           |           |           |           |           |           |           |           |           |
| Kamila    |           |           |           |           |           |           |           |           |           |           |           |           |           |           |           |           |
| --------- | --------- | --------- | --------- | --------- | --------- | --------- | --------- | --------- | --------- | --------- | --------- | --------- | --------- | --------- | --------- | --------- |

## Episodios
| N.º (total) | N.º (temp.) | Título        | Estreno                 | Audiencia (en millones) |
| ----------- | ----------- | ------------- | ----------------------- | ----------------------- |
| 117         | 1           | «Episodio 1»  | 21 de octubre de 2018   | N/D                     |
| 118         | 2           | «Episodio 2»  | 28 de octubre de 2018   | N/D                     |
| 119         | 3           | «Episodio 3»  | 4 de noviembre de 2018  | N/D                     |
| 120         | 4           | «Episodio 4»  | 11 de noviembre de 2018 | N/D                     |
| 121         | 5           | «Episodio 5»  | 18 de noviembre de 2018 | N/D                     |
| 122         | 6           | «Episodio 6»  | 25 de noviembre de 2018 | N/D                     |
| 123         | 7           | «Episodio 7»  | 2 de diciembre de 2018  | N/D                     |
| 124         | 8           | «Episodio 8»  | 9 de diciembre de 2018  | N/D                     |
| 125         | 9           | «Episodio 9»  | 16 de diciembre de 2018 | N/D                     |
| 126         | 10          | «Episodio 10» | 6 de enero de 2019      | N/D                     |
| 127         | 11          | «Episodio 11» | 13 de enero de 2019     | N/D                     |
| 128         | 12          | «Episodio 12» | 20 de enero de 2019     | N/D                     |